# 愛上女車長
《愛上女車長》是新加坡製作的一套處境喜劇電視劇。監製為劉健財。
每集長30分鐘，共4集。為一短篇處境喜劇，劇中亦提及新捷運巴士部的運作。

## 內容
故事描述主角黃亞琴自幼即是巴士迷，後在朋友建議下，加入新捷運，當上巴士車長。畢業後，於大巴窯轉車站擔任88線車長，本劇主要內容即為主角工作時遇到的趣事。
以下為每集的大致內容：
- 第一集：主角入職，第一程車因人有三急及沒有好好處理而被乘客投訴。
- 第二集：講述主角駕車時遇上乘客分娩，但並沒有正確處理。
- 第三集：講述主角駕車時遇上有乘客被人非禮，出手制服色狼，被警方讚予。尾段收車時，發現一老伯誤墮坑渠，並送他回家，可惜把巴士泊在組合屋停車場而收到罰單。
- 第四集：巴士泊在組合屋停車場一事被總部徹查，為證明那時是救老伯，主角以及其朋友都尋找該老伯，但未能成功。幸好該老伯自行來到轉車站，主角才不被革除。

## 角色
- 黃亞琴 （Huang Yaqin，又稱Ng Ah Kim）：鐘琴飾

本劇主角，經常因出手協助乘客而惹上麻煩，編號為5566。
- 強叔 （Uncle Qiang）：黃家強飾

主角的導師，於新捷運當巴士車長有20年時間，口頭禪為「你說呢？」。
- James Pang ：常富寧飾

大巴窯轉車站的路線經理，曾與黃亞琴同校，並跟她看過一套電影。因此遇上亞琴時，經常提及「千萬別因為我與你看過一場電影，就......」，暗戀主角。
- Auntie Rose ：

主角的常客，常給予主角麻煩。